# Heinrich von Guntersberg
Heinrich von Guntersberg (* im 15. Jahrhundert; † nach 1538) war Domherr in Münster.

## Leben
Heinrich von Guntersberg entstammte dem neumärkischen und pommerschen Adelsgeschlecht Güntersberg. Seine genealogische Herkunft ist nicht belegt. Am 29. März 1512 erhielt er von Papst Leo X. die Zusage auf die Dompräbende des Ludger von Düngelen. Kurze Zeit später verzichtete er und erhielt vom Papst eine erneute Zusage auf die Präbende des Johann von Aschebrock, falls dieser stürbe oder verzichtete. Am 19. März 1513 erneuerte der Papst seine Zusicherung. Seine Präbende übertrug Heinrich mit päpstlicher Genehmigung an Arnd von Raesfeld und erhielt dafür als Gegenleistung eine Jahresrente von 36 rheinischen Goldgulden. Neun Jahre später gab er die Pfründe an Arnds Bruder Heinrich von Raesfeld. 1538 wird Heinrich noch als Domherr zu Cammin und Domküster zu Stettin genannt.